# Свашенко Петро Андрійович
Петро Андрійович Свашенко (літ. псевдонім — Петро Лісовий) (* 22 червня 1891, с. Деркачі тепер Дергачі Харківської області — †27 вересня 1937, Білбалттаб, Карелія) — український радянський журналіст, прозаїк та публіцист.

## Життєпис
Петро Андрійович Свашенко народився 22 червня 1891 року у с. Деркачі (з 1943 року — Дергачі) на Харківщині, в багатодітній сім'ї. Брати та сестри — Павло Свашенко, головний редактор «Укрсільгоспвидав»-у, теж репресований, кіноактор Семен Свашенко, що грав в О.Довженка в «Арсеналі», «Звенигорі» та «Землі», Володимир Свашенко, Оксана Свашенко-Нестеренко, Фекла Свашенко-Кулачко, Ніна Свашенко-Таран, Тетяна Свашенко.
Початкову освіту здобув у земській школі. Потім навчався в Уманськім сільськогосподарськім училищі, одночасно працюючи чорноробом на консервній фабриці.
Далі — перша світова війна, де він брав участь як рядовий сапер революційно настроєної 7-ї армії Південно-Західного фронту. Там, на Тернопільщині, втягнувся в революційну агітацію, пробував сили в журналістиці, віддав свої симпатії українській громаді, що створилася в чинній армії.
Жовтневі події 1917 року повернули Свашенка в рідні краї. Продовжив революційну діяльність серед земляків. Кілька разів його піддавали арешту різні режими. Німецько-кайзерівські окупанти засудили його до страти, але вдалося втекти з-під варти. У 1919 році вступив до ВКП(б).
Працював у редакції повітової газети на Правобережжі, редагував фронтову газету, був призначений на голову Чернігівського окружного земельного відділу, на секретаря Ніжинського повітвиконкому. Одночасно виконував обов'язки власного кореспондента газети «Селянська правда» і «Вісті ВУЦВК» на Чернігівщині. Був членом «Плугу».
З 1924 р. журналістика стала основною працею Лісового. Понад 10 років працював у газеті «Вісті ВУЦВК» (з 1929 р.— заступником редактора), входив до складу редакційної колегії журналів «Червона преса», «Всесвіт», друкував статті, нариси, фейлетони, памфлети у всіх республіканських і більшості губернських газет і журналів. Він був одним із найпопулярніших журналістів 20-х років в Україні.

## Репресії
Навесні 1935 р. органи НКВС запідозрили Лісового-Свашенка П. А. в тому, що він «веде підривну роботу в складі підпільної націоналістичної організації з метою відриву України від СРСР». Його заарештували 25 квітня.
Спеціальна Колегія Київського обласного суду 27 серпня 1935 р. засудила Лісового-Свашенка П. А. на 5 років ув'язнення у виправно-трудовому таборі з наступною поразкою в правах на 3 роки. У цей самий день письменника відіслали в Білбалттаб. Матеріалів, які б засвідчували дальшу долю П. Лісового, розшукати не вдалося.
Ув'язнення відбував у Біломорсько-Балтійських таборах (Карелія), де 20 вересня 1937 засуджений до розстрілу. Розстріляний 27 вересня 1937 року. Як водиться, існувала «офіційна» довідка про смерть 17 січня 1943 року. Саме ця дата подана в Українській радянській енциклопедії. Але досвід щодо інших репресованих вказує на те, що ця дата аж ніяк не правдива.
За протестом Прокурора УРСР у цій справі проведено додаткову перевірку, в ході якої встановлено, що дії письменника не були злочинні і його засудили безпідставно. Письменники Андрій Головко, Олексій Полторацький охарактеризували його як «політично зрілу людину, яка завжди виступала принципово, без політичних ляпсусів. Будь-яких антирадянських висловлювань з його боку не було».
Розглянувши матеріали перевірки, судова Колегія з кримінальних справ Верховного Суду УРСР 17 жовтня 1956 р. вирок щодо Лісового-Свашенка П. А. скасувала і справу припинила за відсутністю складу злочину.

## Творчість
Був членом «Плугу», потім — СП СРСР.
Автор збірок оповідань і нарисів «В тумані», «Сільське» (1924), «Дичавина», «В революцію» (1925), «Дніпробуд» (1927), «Нетрі села», «Кубань», «Українська Ніагара» (1928), «Правда» (1929), «З дороги», «Чудотворці», «З олівцем по Україні» (1930), «Демонстрація» (1931), «Світовий рекорд» (1933), повістей і романів «Микола Ярош» (1927), «Наші Слобожани», «Записки Юрія Діброви» (1930), «Бризки крові» (1931), «За Збручем», «Червона ракета» (1932), «Гаррі Сміт, або Янкі в українських преріях», «Вишневі потоки» (1933).

## Вшанування пам'яті
25 квітня 2024 року у місті Дергачі вулицю Леонова перейменували на вулицю Петра Лісового.